# Acera
Acera è una frazione del comune di Campello sul Clitunno (PG).
Il paese si trova a 972 m s.l.m., tra i monti sopra Campello, ed è occupato da 19 abitanti (dati Istat, 2001).
Esso è al centro delle antiche vie di collegamento tra la valle spoletina e la Valnerina; a breve distanza da esso si trova anche il passo d'Acera, in direzione di Spina Nuova.

## Storia
Nelle vicinanze del paese odierno, sul monte Maggiore (1.428 m), si sono trovati resti di insediamenti preistorici e romani. Il nome deriva dalla presenza di folti boschi di acero e cerro nelle vicinanze.
Il castello di Acera venne edificato nel 1296 per unificare la popolazione dispersa delle ville dell'Acera e della Spina, sotto la guida di un podestà inviato da Spoleto.
Altre notizie risalgono al XIV secolo, quando risultano i castelli di Spina e Acera: nel 1505 quest'ultimo aveva addirittura uno Statuto.
Nel 1522 il castello si ribellò a Spoleto: le milizie provenienti da Spoleto però si videro tagliare la strada dal Signore Andrea Pianciani e dalle sue rocche. Qualche anno dopo entrò definitivamente nell'orbita spoletina, fino a tutto il XVIII secolo.
Con l'Unità d'Italia del 1860 venne incluso nel territorio comunale di Campello sul Clitunno.

## Economia
L'ambiente di tipo montano favorisce lo sviluppo dell'allevamento in pascolo e la raccolta dei tartufi. Vi sono anche un buon numero di sorgenti di acqua. È inoltre presente un agriturismo: Il castello di Acera con piscina annessa.

## Monumenti e luoghi d'interesse
- Il castello, di cui rimangono la porta d'ingresso, alcune torri e tratti di mura che ne mantengono l'aspetto medievale.
- Chiesa di S. Biagio (XV secolo), con alcuni tratti di muro romanico ed affreschi votivi medievali.
- Chiesa della Madonna, malandata, di proprietà della confraternita locale.
- Palazzo dei Prioreschi (XVIII secolo), un'importante famiglia del paese, costruito sulle mura di cinta incorporando una torre rettangolare (XIV secolo) ed una pentagonale (XVI secolo).

## Galeria d'immagine

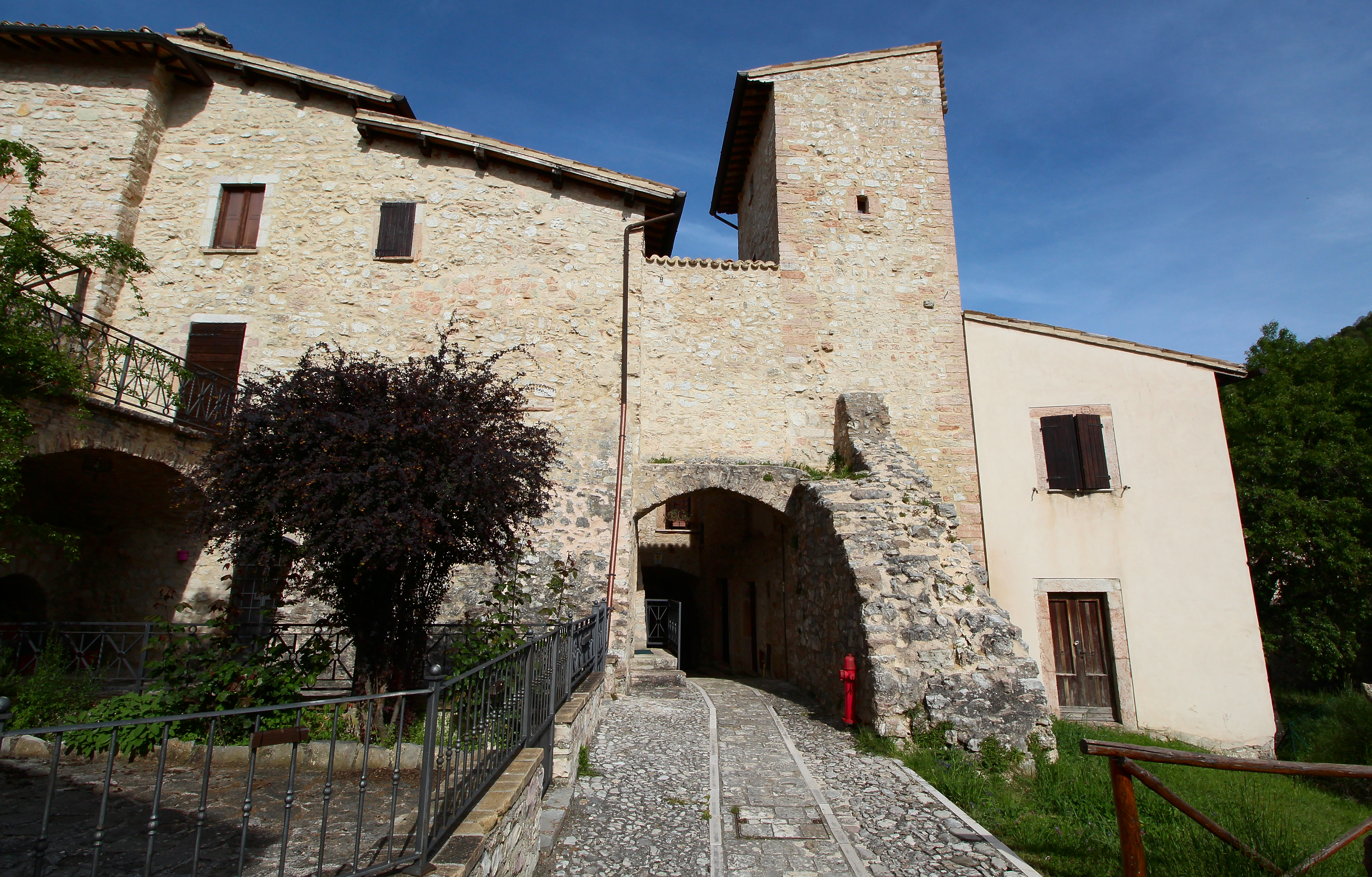
La porta del castello
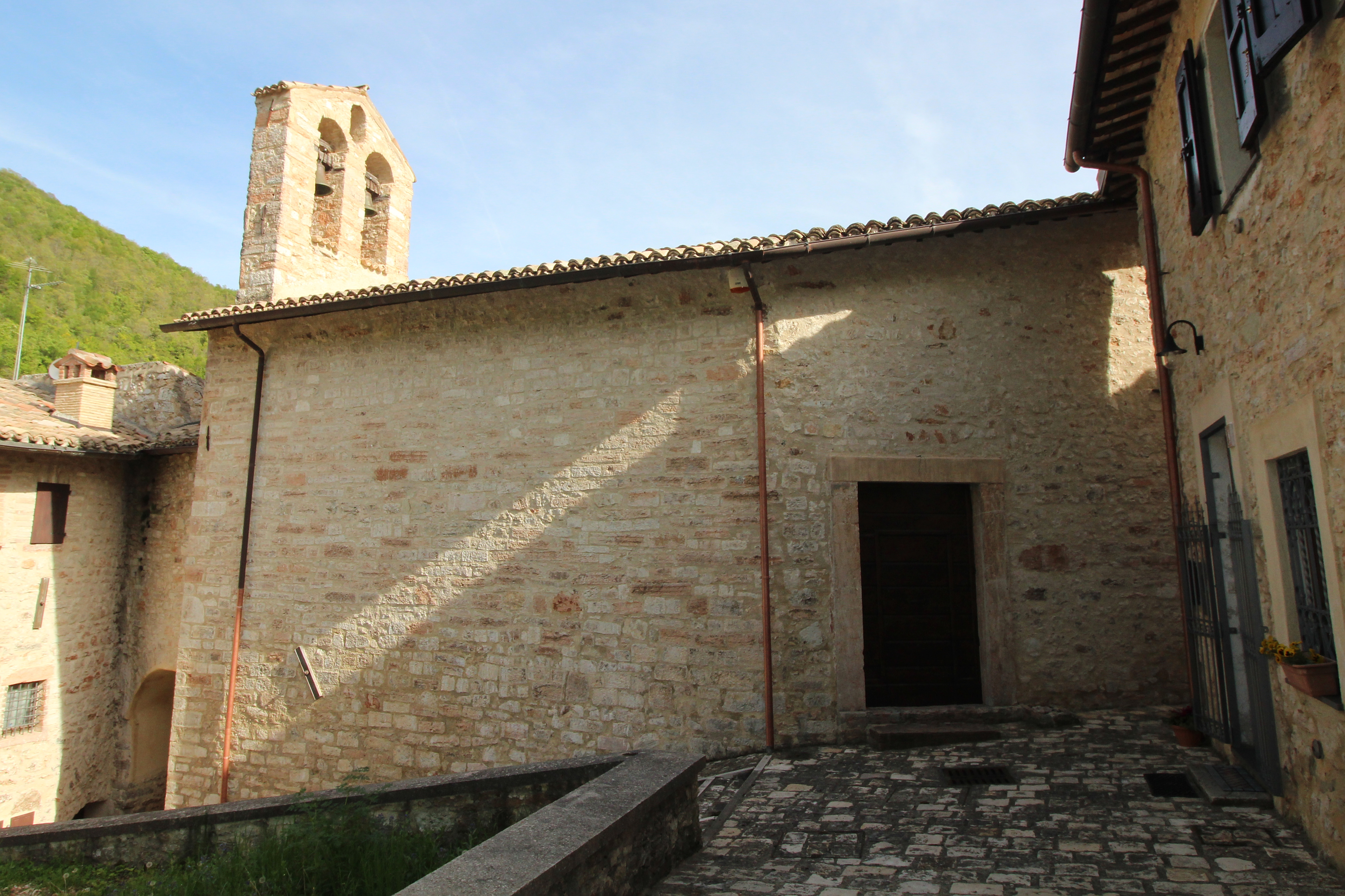
La chiesa di San Biagio
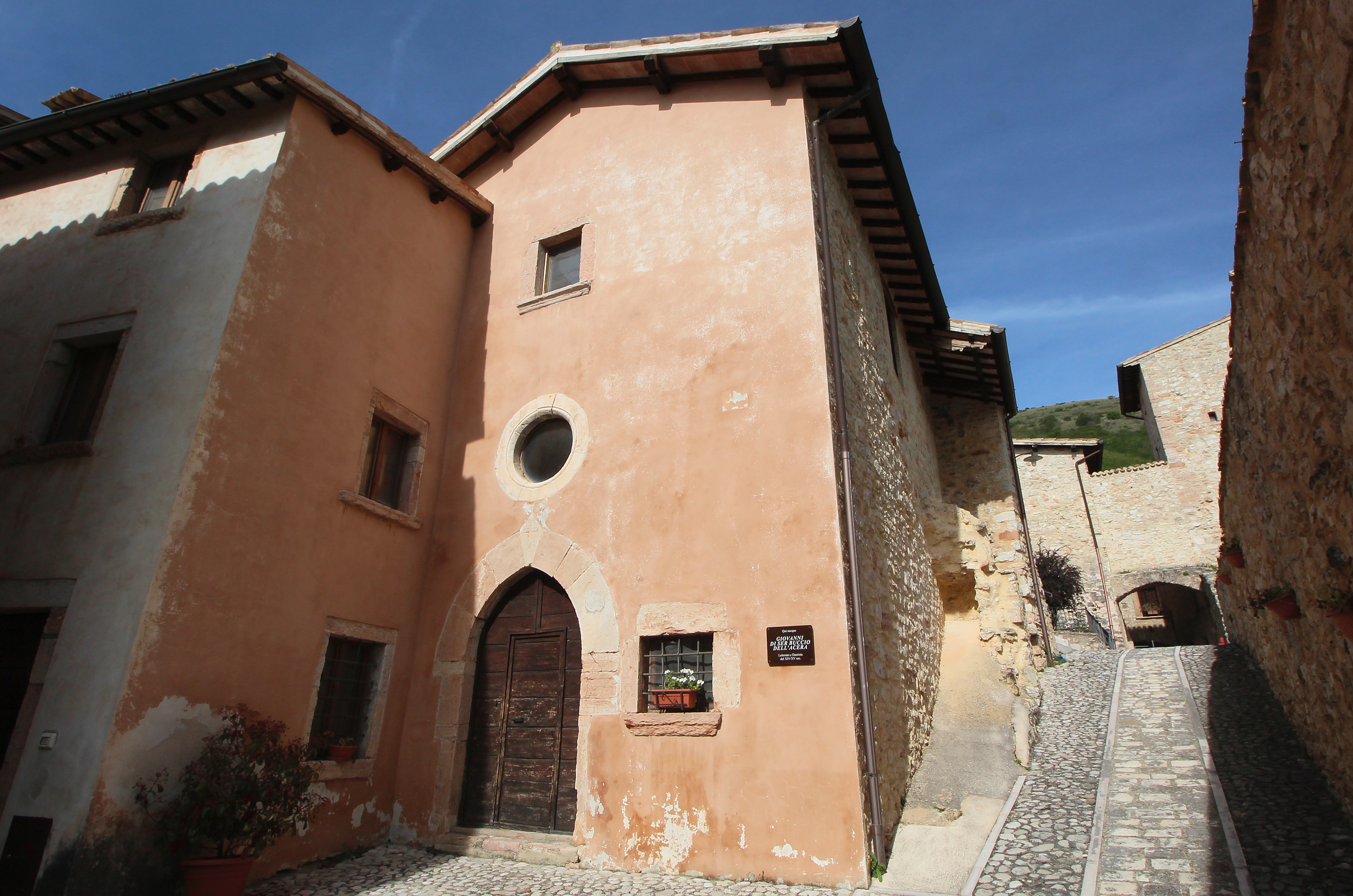
Madonna del Rosario
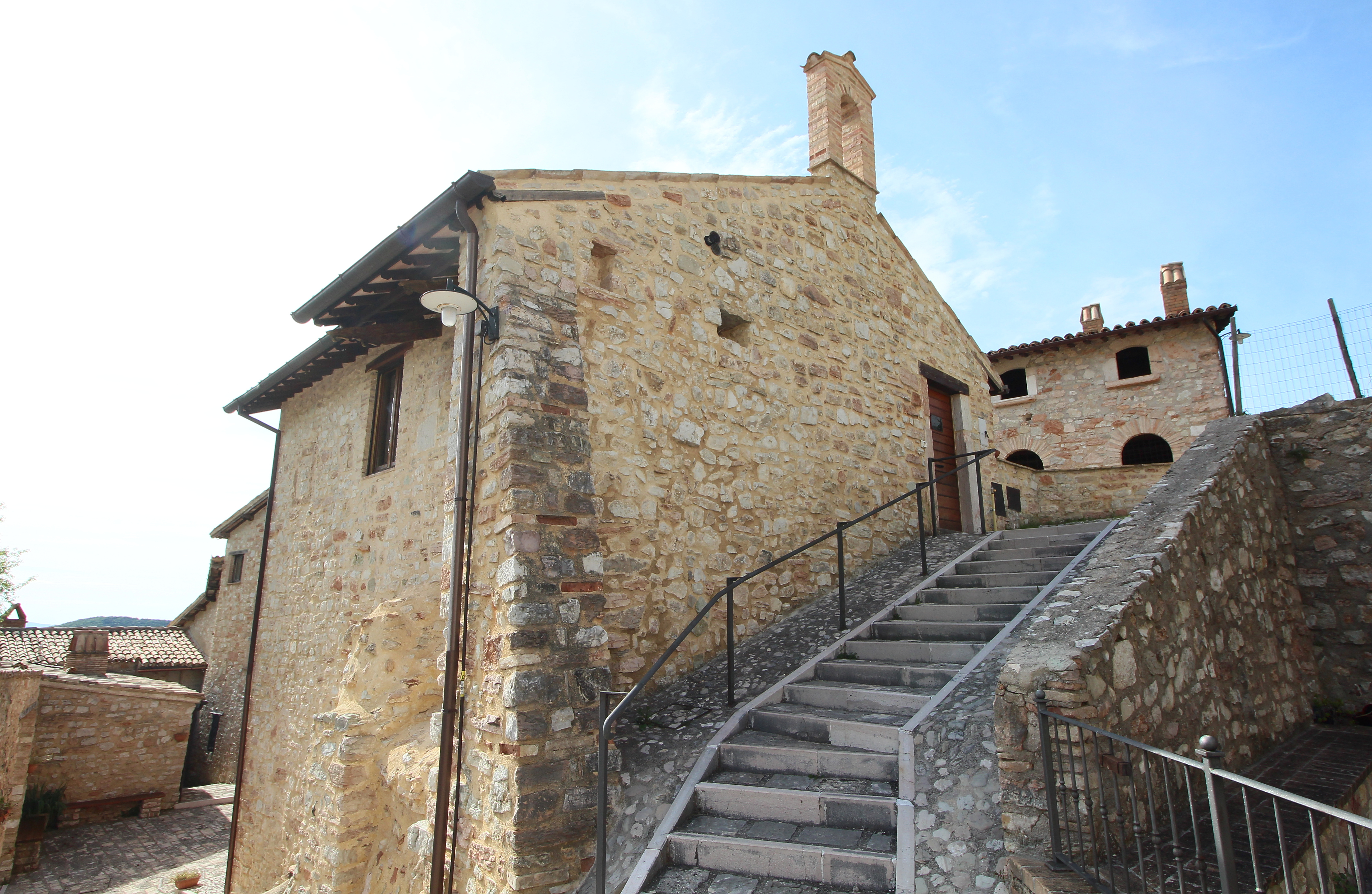
Madonna del Rosario